# Елър Колтрейн
Елър Колтрейн Кини Салмън (на английски: Ellar Coltrane Kinney Salmon) е американски актьор.

## Биография
Родени са на 27 август 1994 година в Остин, щата Тексас, в семейството на музикант и терапевтка. Едва на 6 години изпълняват главната роля във филма „Юношество“ (2014), който е заснет в продължение на 11 години, описвайки юношеските години на героя. Получават положителни отзиви за тази роля.
По-късно участват във филмите „Бари“ (2016), „Кръгът“ (2017), „Последната филмова звезда“ (2017) и „Лятна нощ“ (2019)
Определят се като полово небинарни и предпочитат да се обръщат към тях с местоименията те/тях.